# Freedom Cup
La Freedom Cup es un trofeo de rugby disputado entre las selecciones de Nueva Zelanda y la de Sudáfrica.
Se pone en juego en el partido disputado entre ambos en el Rugby Championship.

## Historia
Su primera edición fue en 2004, a 10 años de la llegada de la democracia a Sudáfrica.
El primer campeón del trofeo fue el seleccionado de Sudáfrica luego de vencer por un marcador de 40 a 26 en el Ellis Park de Johannesburgo.

## Ediciones
| Edición | Año  | Ganador       | Resultado serie    |
| ------- | ---- | ------------- | ------------------ |
| I       | 2004 | Sudáfrica     | 1-0                |
| II      | 2006 | Nueva Zelanda | 2-1                |
| III     | 2007 | Nueva Zelanda | 2-0                |
| IV      | 2008 | Nueva Zelanda | 2-1                |
| V       | 2009 | Sudáfrica     | 3-0                |
| VI      | 2010 | Nueva Zelanda | 3-0                |
| VII     | 2011 | Nueva Zelanda | 1-1 (lo retiene)   |
| VIII    | 2012 | Nueva Zelanda | 2-0                |
| IX      | 2013 | Nueva Zelanda | 2-0                |
| X       | 2014 | Nueva Zelanda | 1-1 (lo retiene)   |
| XI      | 2015 | Nueva Zelanda | 1-0                |
| XII     | 2016 | Nueva Zelanda | 2-0                |
| XIII    | 2017 | Nueva Zelanda | 2-0                |
| XIV     | 2018 | Nueva Zelanda | 1-1 (lo retiene)   |
| XV      | 2019 | Nueva Zelanda | 0-1-0 (lo retiene) |
| XVI     | 2021 | Nueva Zelanda | 1-1 (lo retiene)   |
| XVII    | 2022 | Nueva Zelanda | 1-1 (lo retiene)   |
| XVIII   | 2023 | Nueva Zelanda | 1-0                |
| XIX     | 2024 | Sudáfrica     | 2-0                |
| XX      | 2025 |               |                    |

## Palmarés
| Nueva Zelanda | 16 trofeos |
| Sudáfrica     | 3 trofeos  |

Nota: El trofeo 2024 es el último torneo considerado